# أفيز
بيت أفيس (بالبرتغالية:Aviz) هي عائلة حكمت البرتغال منذ سنة (1385 -1580)؛ كانوا فرع من أسرة بورغندي الكابيتية حيث كان أول ملوك هذه الأسرة جواو الأول ابن الغير شرعى لملك بيدرو الأول حكم البلاد بعد صراع خلافي عرف تاريخياً بـ«أزمة 1383-1385» حيث انتصر على ملك خوان الأول ملك قشتالة عام 1385 وأصبح ملك رسمياً على البلاد، وفي عام 1415 أصبحت أول البرتغال أول دولة الإستعمارية الأوروبية حديثة، واستمرت البرتغال في عهد هذه الأسرة في التوسع تم اكتشاف العالم الجديد في عهد جواو الثاني بعد رفض عرض كولومبوس فذهب يائساً على إسبانيا ووافق الملكان الكاثوليكيان على عرض كولومبوس عام 1492 واستمر الإمبراطورية في التوسع في عهدي مانويل الأول وجواو الثالث حيث زادت علاقات البرتغالية بالعالم الخارجي وأصبحت من أفضل الإمبراطوريات ذلك الوقت وبعد وفاة جواو الثالث وصعود حفيده الرضيع عام 1557 أصبحت هناك تغيرات جذورية في تاريخ الإمبراطورية البرتغالية فتم التوسع نحو أنغولا وموزامبيق وملقا وكذلك تم ضم ماكاو إلى الإمبراطورية وكذلك التوسع نحو العالم الجديد (البرازيل والأوروغواي) وانهارت الأسرة في عام 1578 بعد أن وصلت نحو القمة بعد أن استنجد الملك السعدي محمد المتوكل بملك البرتغال سبستياو الأول لكي يستعيد عرشه من عمه أبو مروان عبد الملك ولكن كانت فكرة سبستيان الأول هي السيطرة على المغرب الأقصى وعلى المسلمين لكي لا يعيدوا الكرة على الأندلس فوافق على الفكرة بشرط أن يتنازل محمد المتوكل عن جميع الشواطئ المغربية، فالتقوا في القصر الكبير وكانت هذه المعركة هي معركة الملوك الثلاثة التي خسرت فيها البرتغال ملكه وجيشه وهيبتها واحترامها، واصبح عرش البرتغال فارغا فأستغل الكاردينال هنري أفيس هذه الفرصة واصبح ملك لمدة عامين حتى وفاته ليشعل النار أزمة الخلافة البرتغال بعده، سعى إلى الزواج استمرار أسرته إلا أن البابا غريغوري الثالث عشر المرتبط بأسرة هابسبورغ لم يعيطه الأذن وتوفى عام 1580 أصبح العرش من جديد فارغا حيث تم بمطالب من نحو:-
- أنطونيو من كراتو هو ابن لويس، دوق بيجا و (أمير البرتغال سابقاً) مشكلته أنه «أبن غير شرعي».
- كاترين، دوقة براغانزا هي أبنة إنفانتي دوارتي، دوق غيمارايس مشكلتها أنه «أمراة».
- فيليب الثاني ملك إسبانيا هو أبن كارلوس الخامس تربطه صلة دم بهذه العائلة إذ أن أمه إيزابيلا من عائلة أفيس ومشكلته أنه «أجنبي».

أصبح أنطونيو من كراتو ملك البرتغال ولكن لمدة 20 يوماً فقط بعد أن خسر المعركة أمام هابسبورغ تولى الحكم من جزر الأزور حتى عام 1583 واصبح أخر شخص من خط الذكور مطالباً بالعرش بيت أفيس ثم فر نحو فرنسا ومعه جواهر التاج البرتغالي استقبلته الملكة كاترين دي ميديشي توفي عام 1596 بعد أن أصبح فقيراً.
وإما فيليب الثاني أصبح ملكاً رسميا على البرتغال عام 1584 وادخلها في الاتحاد الإيبيري واصبحت البرتغال تحت حكم آل هابسبورغ لمدة 80 عاماً.
وإما كاترين، دوقة براغانزا لم تنجح في وصول إلى الحكم ولكن أصبح حفيدها جون، دوق براجانز ملك البرتغال رسمياً عام 1640 تحت مسمى جواو الرابع وكون أسرة جديدة وهي بيت براغانزا هي أحد فروعها.

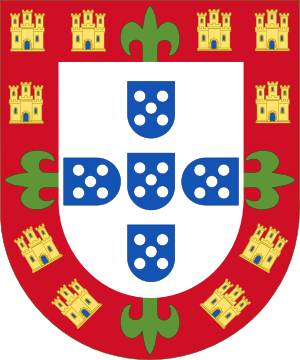
شعار المملكة البرتغال (1385-1481)